# 安茹群島

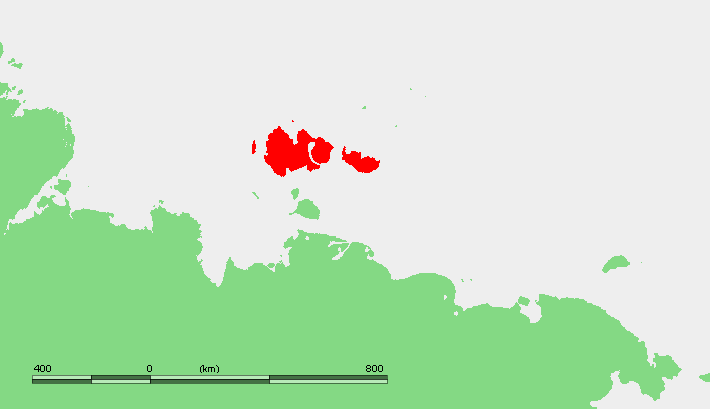
安茹群島位置

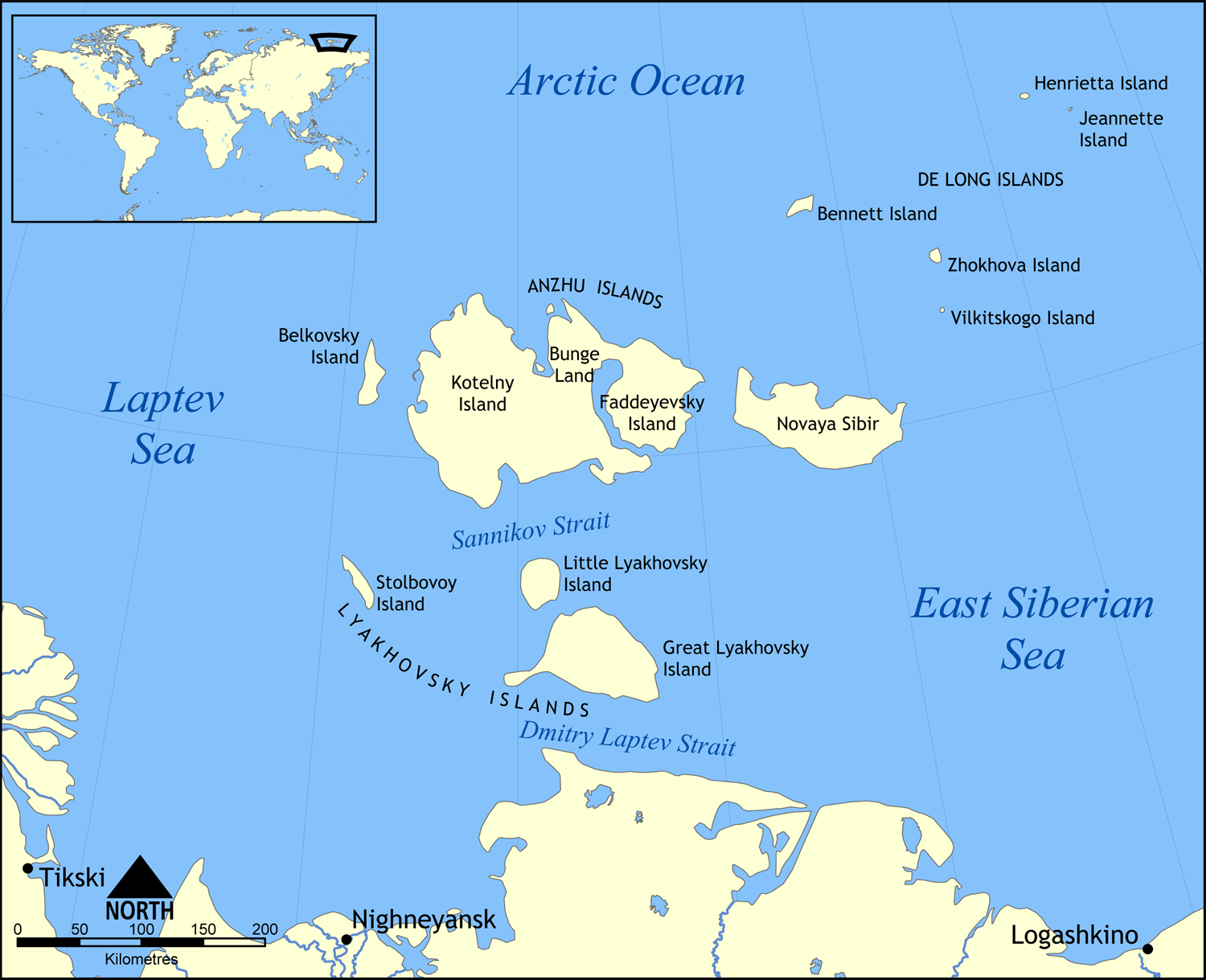
新西伯利亞島嶼位置

安茹群島是俄羅斯新西伯利亞群島的一部分群島，位於拉普捷夫海和東西伯利亞海，由薩哈共和國負責管轄，島嶼總面積約29,000平方公里。安茹群島的主要島嶼有別爾科夫斯基島和新西伯利亞島。